# بلود (لعبة فيديو)
بلود (بالإنجليزية: Blood )‏ هي لعبة تصويب منظور الشخص الأول من تطوير شركة مونولث برودكشنز ونشر شركة شركة أتاري، صدرت اللعبة في 7 مارس 1997.